# 497 av. J.-C.
Cette page concerne l'année 497 av. J.-C. du calendrier julien proleptique.

## Événements
- 24 septembre : à Rome, consulat de Aulus Sempronius Atratinus, Marcus Minucius Augurinus[1].
- 17 décembre : dédicace du temple de Saturne à Rome, au début de la fête des Saturnales[1].

- Les forces de Darius Ier battent sur terre Aristagoras, tyran de Milet et les Ioniens révoltés. Aristagoras est tué peu de temps après en Thrace[2].

## Décès
- Aristagoras, tyran de Milet.
- Pythagore, philosophe grec.